# Sikosaari (ö i Kajanaland, Kajana, lat 63,96, long 27,78)
Sikosaari är en ö i Finland. Den ligger i sjön Lahnasjärvi och i kommunen Kajana i den ekonomiska regionen  Kajana ekonomiska region  och landskapet Kajanaland, i den centrala delen av landet, 400 km norr om huvudstaden Helsingfors. Öns area är 0,2 hektar och dess största längd är 60 meter i öst-västlig riktning.